# Okay (gest)

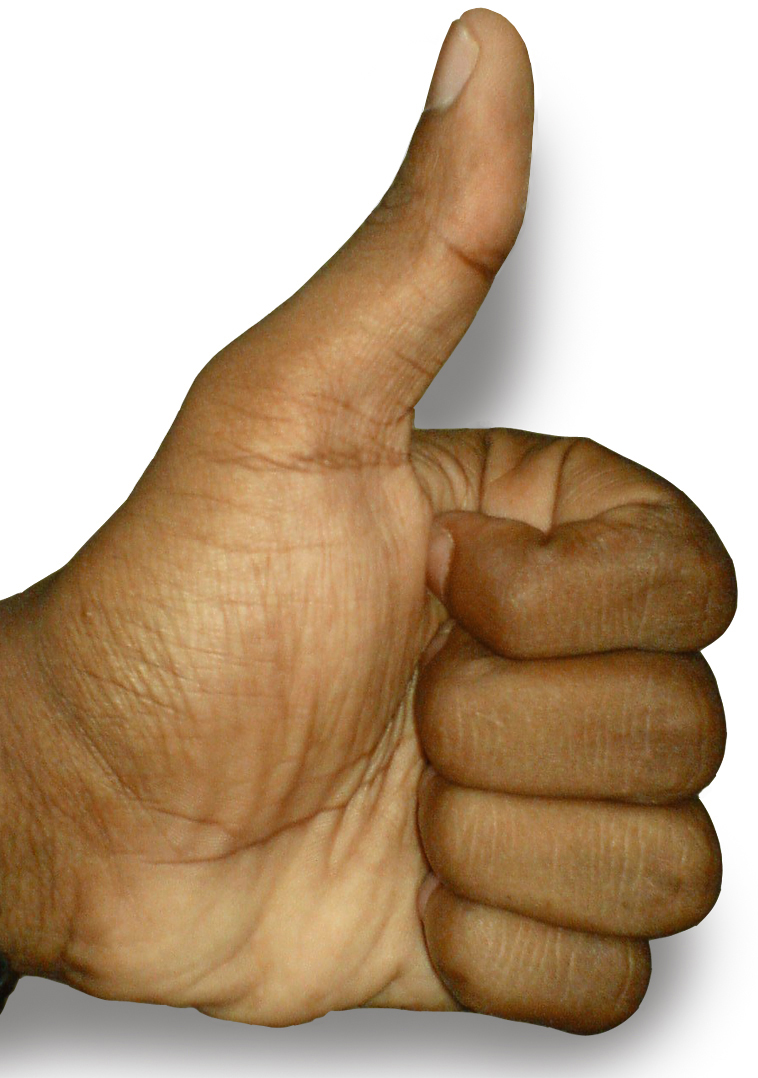
Gest okay

Okay, okej lub kciuk w górę – gest polegający na pokazaniu podniesionego kciuka. Wywodzi się on ze starożytnego Rzymu, gdzie był używany w walkach gladiatorów jako osądzenie losu pokonanego wojownika. Obecnie oznacza tyle co wszystko w porządku (ang. OK). Kciuk podniesiony w górę może też być oznaką podziwu lub pochwały. W niektórych krajach azjatyckich znak okay jest uważany za obraźliwy gest o znaczeniu podobnym, co palec środkowy.
Gest ten pojawia się również w portalu społecznościowym Facebook jako słynny przycisk Lubię to (ang. Like).